# Vlag van Menen
De vlag van Menen, een stad in de Belgische provincie West-Vlaanderen, weerspiegelt de rijke geschiedenis en het heraldieke erfgoed van de stad. De vlag bestaat uit twee horizontale banen in de kleuren rood en wit, met in de rechterhoek 3 sterren. De kleuren verwijzen naar het historische wapenschild van Menen tijdens de middeleeuwen, waar Menen een belangrijke rol speelden in de middeleeuwse geschiedenis van de regio. De sterren symboliseren de 3 deelgemeenten (Menen, Lauwe en Rekkem).
De hoogte-breedteverhouding van de vlag is 2:3, dit is afwijkend van de Belgische vlag, maar wel wereldwijd het gebruikelijke formaat (in de praktijk wordt ook de Belgische vlag meestal in hetzelfde formaat weergegeven).

## Geschiedenis

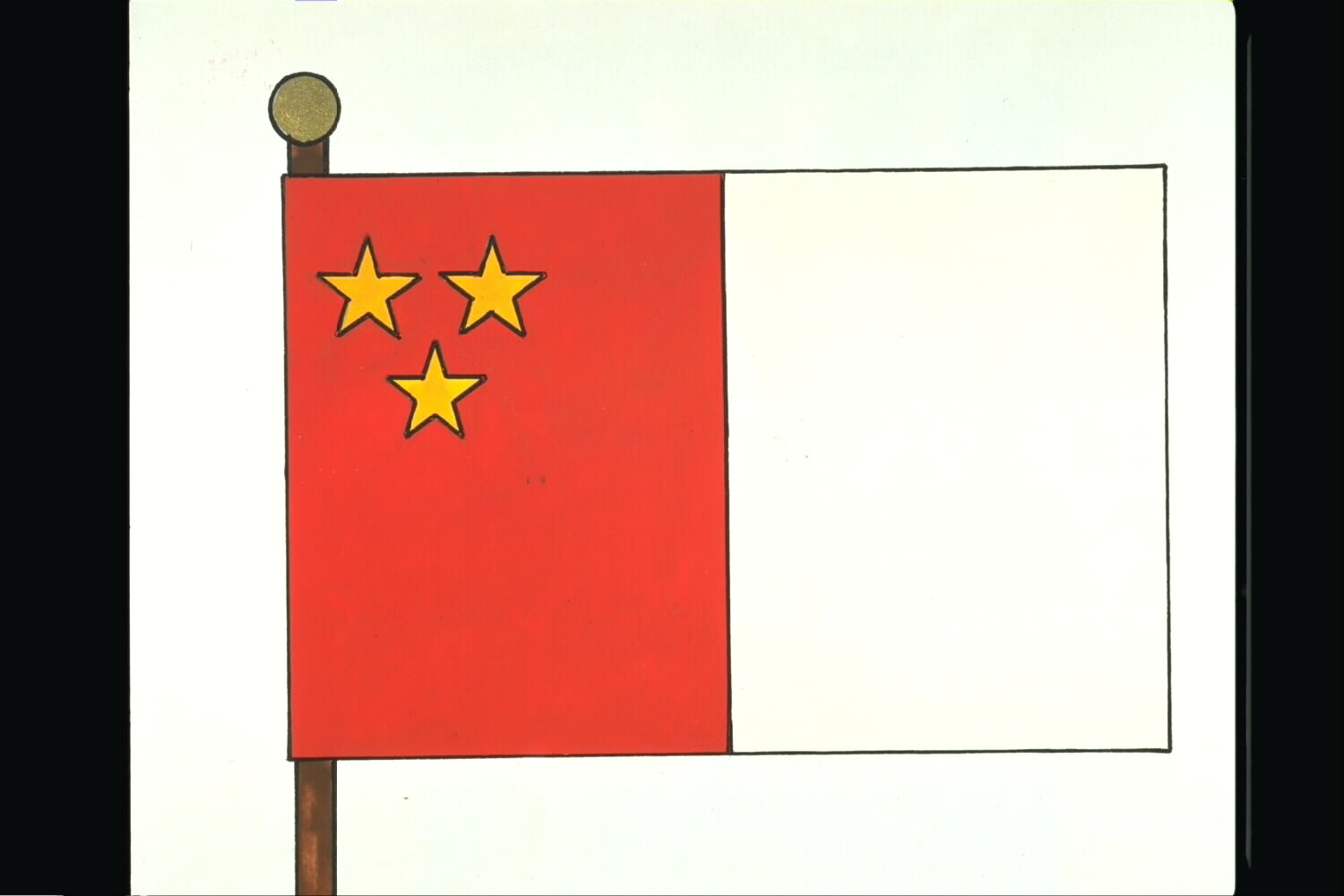
Officiële tekening van de vlag van Menen

Op 1 januari 1977 werden de gemeenten Menen, Lauwe en Rekkem samengevoegd. Vermits het decreet van de Cultuurraad van 28/01/1977 voorschreef voor dat de nieuwe gemeenten ook een eigen vlag moesten hebben, koos de gemeenteraad van Menen op 25 november 1977 een vlag bestaande uit “twee even lange banen van rood en wit”.
De subcommissie voor Heraldiek bracht echter een ongunstig advies uit, omdat men wilde vermijden dat verschillende gemeenten dezelfde eenvoudige vlag voeren. Er werd gesuggereerd een typisch element toe te voegen, ontleend aan de folklore van de stad, namelijk een geel wagenwiel. De gemeente vond deze suggestie niet zo gelukkig. Men gaf de voorkeur aan drie gele sterren op de rode baan van de vlag, die haar drie deelgemeenten Menen, Lauwe en Rekkem symboliseren.
Op 25 april 1980 nam de gemeenteraad van Menen een nieuw besluit waarin de juiste beschrijving van het wapen en van de vlag opgenomen werd: Twee even lange banen van rood en van wit, met in de broektop drie gele vijfpuntige sterren, geplaatst 2 en 1.
Op 1 oktober 1980 werd hij door het koninklijk besluit bevestigd en uiteindelijk gepubliceerd op 12 december 1980 in het officiële Belgisch Staatsblad.

## Beschrijving
Officieel wordt de vlag beschreven als:
Twee even lange banen van rood en van wit, met in de broektop drie gele vijfpuntige sterren, geplaatst 2 en 1.

## Galerij

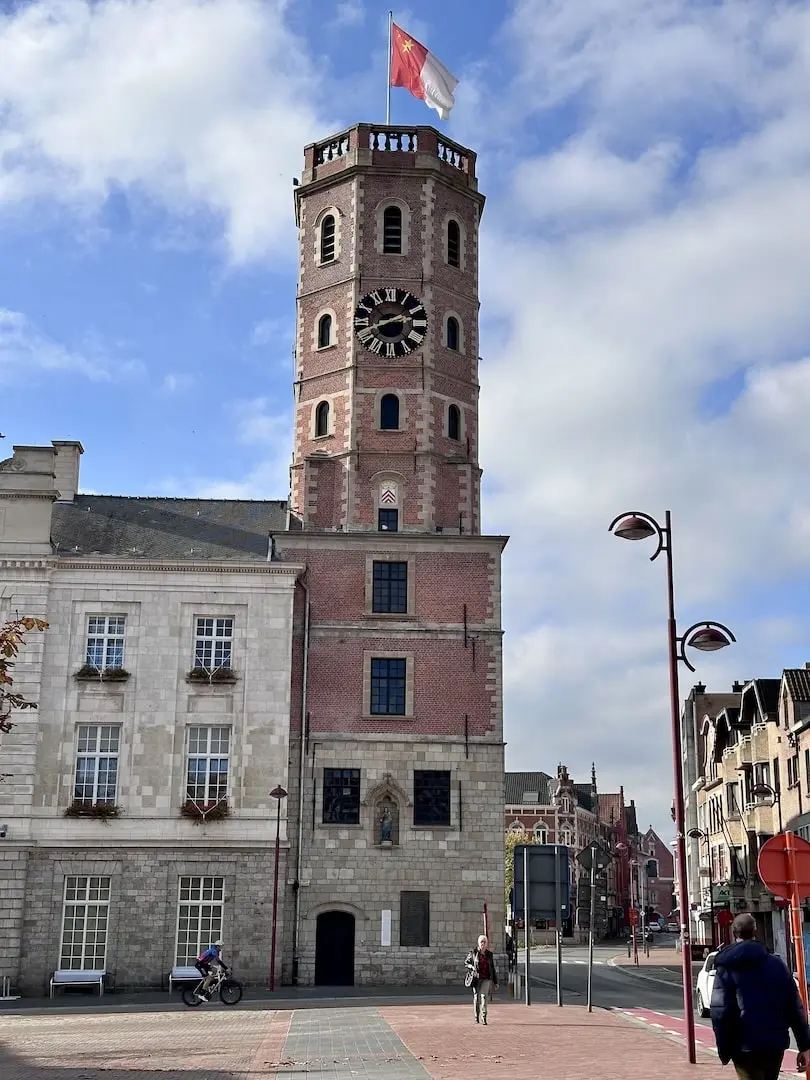
Vlag op het Belfort
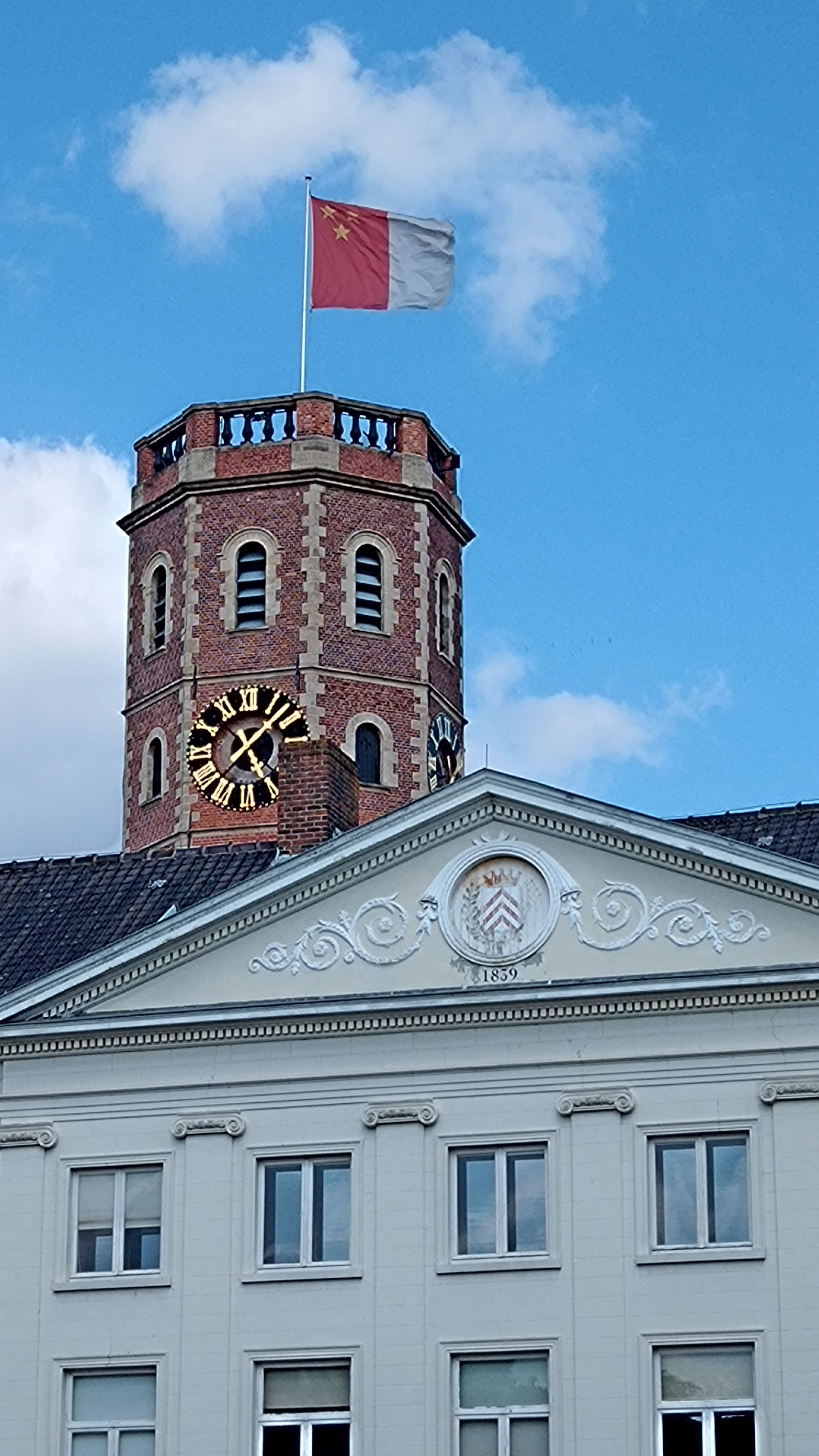
Vlag op het Belfort
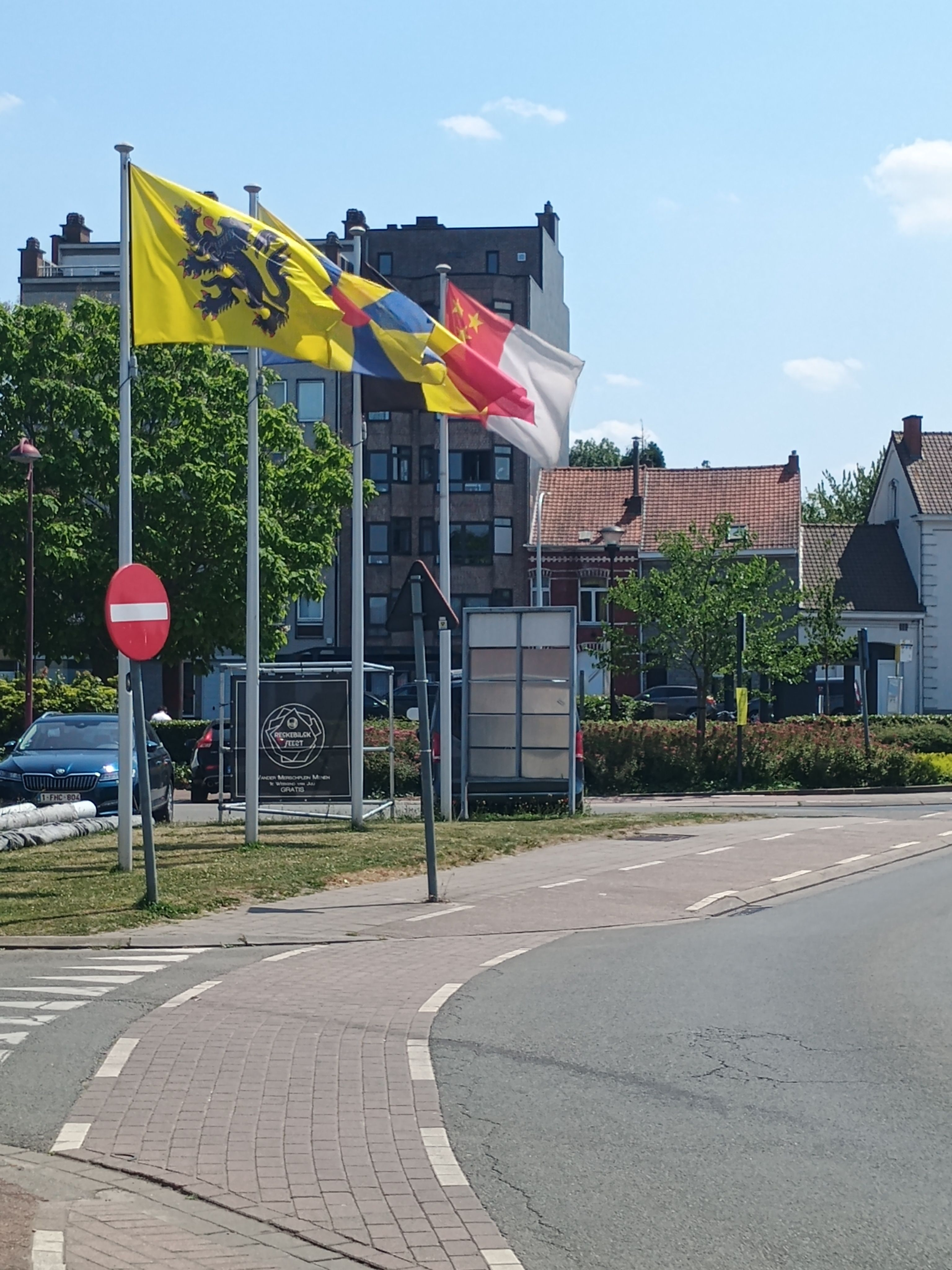
Vlag aan CC De Steiger Menen
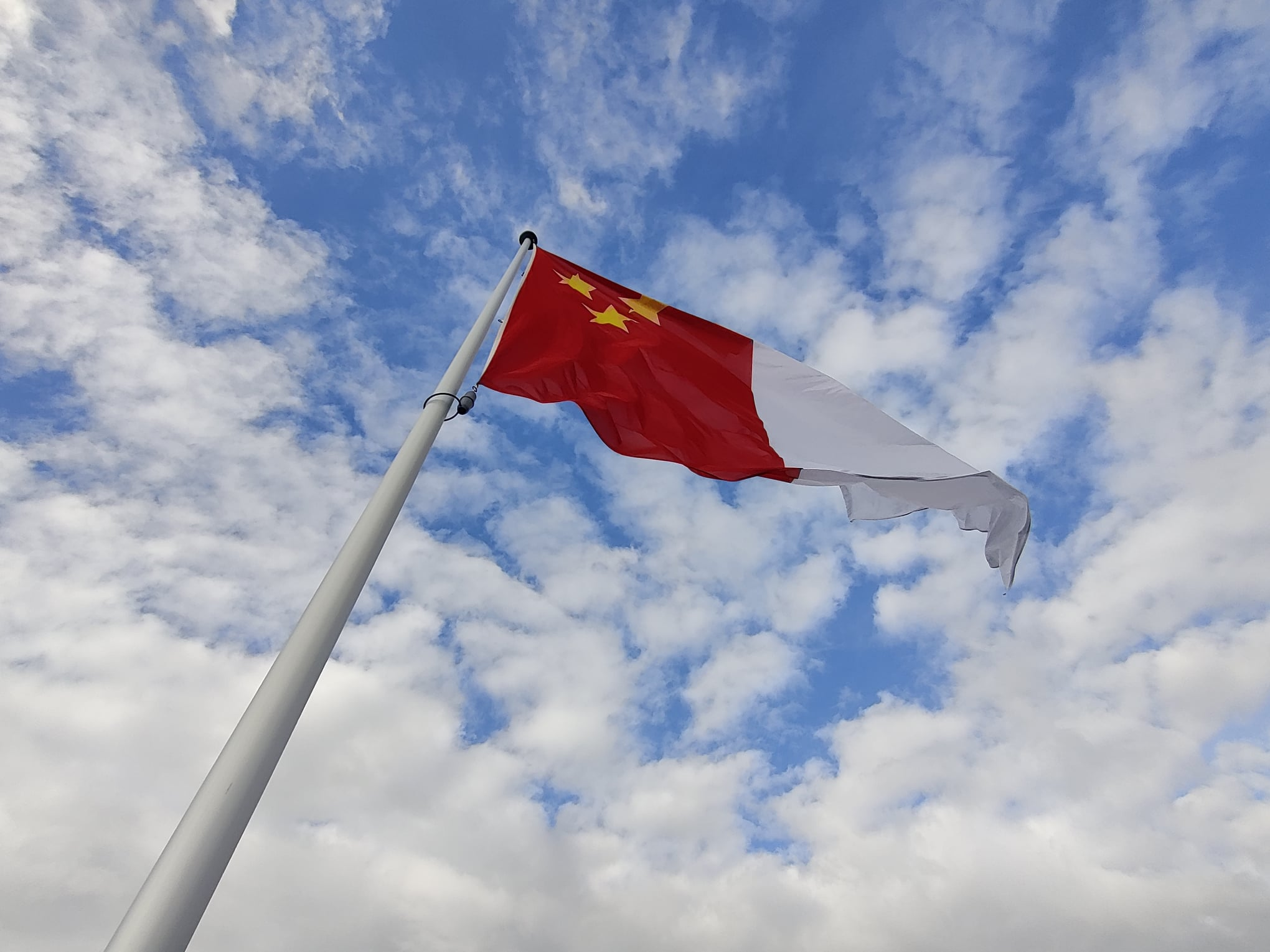
Vlag op het Belfort
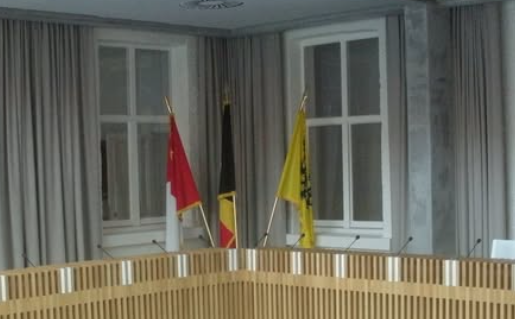
Vlag in de gemeenteraadszaal